# Carly Jones
Carly Jones é uma personagem fictícia do filme slasher A Casa de Cera de 2005, realizado por Jaume Collet-Serra. É a irmã gêmea de Nick Jones. Carly, juntamente com Nick, é a protagonista do filme e ambos tem de lutar para sobreviverem. É interpretada por Elisha Cuthbert.
The Ranker a colocou em suas listas de "As 20 mais sexys heroínas de filme de terror de todos os tempos" e "Os melhores irmãos (irmão-irmã) em filmes já feitos". A Complex nomeou-a entre "As 25 garotas mais quentes em remakes horríveis".